# Долна Ждања
Долна Ждања (слч. Dolná Ždaňa) насељено је мјесто са административним статусом сеоске општине (слч. obec) у округу Жјар на Хрону, у Банскобистричком крају, Словачка Република.

## Становништво
| Година:    | 1994. | 2004.    | 2014.    | 2024.   |
| ---------- | ----- | -------- | -------- | ------- |
| Број људи: | 597   | 678      | 888      | 878     |
| Разлика:   |       | +13,56 % | +30,97 % | -1,12 % |

| Година:    | 2023. | 2024.   |
| ---------- | ----- | ------- |
| Број људи: | 883   | 878     |
| Разлика:   |       | -0,56 % |

Према подацима о броју становника из 2011. године насеље је имало 811 становника.